# Gräfenberg
Gräfenberg é uma cidade da Alemanha, capital do distrito de Forchheim, na região administrativa da Alta Francónia, estado da Baviera. É membro e sede do Verwaltungsgemeinschaft de Gräfenberg.